# Charles Robin Britt

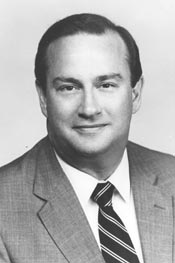
Britt em 1983.

Charles Robin Britt (nascido em 29 de junho de 1942, em San Antonio, Texas) é um ex-membro da Câmara dos Representantes dos Estados Unidos pelo sexto distrito congressional Carolina do Norte.É membro do Partido Democrata, cumpriu um mandato entre 1983 a 1985. 
Ele recebeu um BA da Universidade da Carolina do Norte em Chapel Hill, em 1963 e um Juris Doctor pela mesma instituição, bem como um mestrado. De 1963 até 1984, ele era um membro da reserva da Marinha dos Estados Unidos.